# Lappsillkremla
Lappsillkremla (Russula nuoljae) är en svampart som tillhör divisionen basidiesvampar, och som beskrevs av Robert Kühner. Lappsillkremla ingår i släktet kremlor, och familjen kremlor och riskor. Arten är reproducerande i Sverige.